# آرمت‌رحیموو
آرمت‌رحیموو (انگلیسی: Armetrakhimovo) یک شهرک در شهرستان ایشیمبایسکی استان باشقیرستان کشور روسیه است.